# Willy Vanderstappen
Willy Vanderstappen (1948 – Kapelle-op-den-Bos, 17 september 2007) was een Belgisch Groen!-politicus. Hij raakte vooral bekend als activist tegen asbest.
Vanderstappen was politiek actief bij Groen! waarvoor hij als provincieraadslid zetelde in Vlaams Brabant vanaf 2000. Daarnaast was hij tot 2006 ook voorzitter van de lokale afdeling, en was hij van 1994 tot 2004 kabinetsmedewerker van Mieke Vogels.
Hij stierf aan een mesothelioom, een ziekte die door asbest wordt veroorzaakt. Hij kwam in contact met asbest toen hij in 1965 bij Eternit als student aan de slag was.
Ook kreeg zijn strijd tegen asbest een plaats in de documentaire Ademloos van Daniel Lambo.

## Erkentelijkheid
Jaarlijks wordt in september de Memorial Willy Vanderstappen, een gezinsfietstocht, georganiseerd.